# Crasnogorca
Crasnogorca (in russo Красногорка)  è una città della Moldavia controllata dalla autoproclamata repubblica di Transnistria. È compresa nel distretto di Grigoriopol